# 마쓰다이라 이에노리
마쓰다이라 이에노리(일본어: 松平家乗, 덴쇼 3년(1575년) ~ 게이초 19년 2월 29일(1614년 4월 8일))는 센고쿠 시대부터 에도 시대 초기까지의 무장, 다이묘이다. 미노 이와무라번 초대 번주를 지냈다.

## 생애

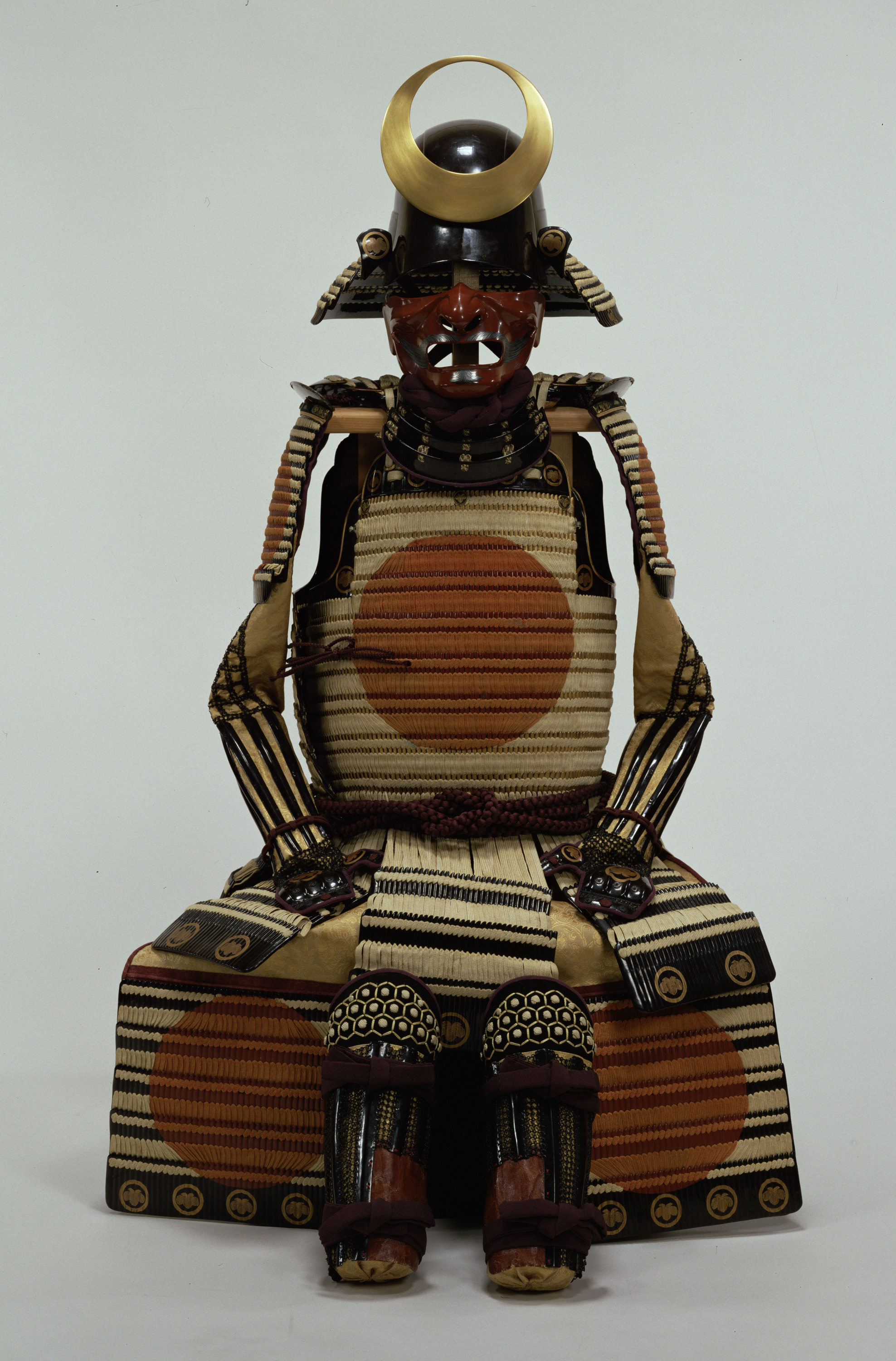
시로이토도시도마루구소쿠(전.마쓰다이라 이에노리소용, 도쿄국립박물관 소장

5대 마쓰다이라 마사노리의 장남으로 태어났다. 아명은 겐지로(げんずる).
덴쇼 10년(1582년) 아버지가 사망했기 때문에 가독을 잇게 되었다. 덴쇼 15년(1587년) 주군 도쿠가와 이에야스로부터 편휘를 받아 이에노리라고 자칭했다. 덴쇼 18년(1590년) 이에야스가 간토로 이봉되자 우에노나바군 내에 1만 석의 영을 부여받는다. 게이초 원년(1596년)에는 관위를 서임받았다. 게이쵸 5년(1600년)의 세키가하라 전투에서는 이에야스를 따라 종군해, 미카와 요시다성의 수비를 맡았다. 전후, 이에야스로부터 그것을 상으로 받아 미노이와무라번 2만 석에 가증 이봉되었다.
게이쵸 19년(1614년) 사망. 대를 장남 마쓰다이라 노리나가가 이었다.
| 전임 마쓰다이라 사네노리 | 제6대 오규 마쓰다이라 종가 당주 1582년 ~ 1614년 | 후임 마쓰다이라 노리나가 |

|  | 제1대 이와무라번 번주 (오규 마쓰다이라 종가) 1601년 ~ 1614년 | 후임 마쓰다이라 노리나가 |